# 犬飼町
犬飼町（いぬかいまち）は、かつて、大分県大野郡の中心部に位置した町。
石仏、リバーパーク犬飼で有名だった。2005年3月31日、他の大野郡4町2村とともに新設合併して豊後大野市となった。

## 歴史
- 1889年（明治22年）4月1日 - 町村制施行に伴い、大野郡犬飼村・下津尾村・田原村の区域をもって犬飼村が成立。
- 1903年（明治36年）2月10日 - 町制を施行し、犬飼町となる。
- 1955年（昭和30年）3月28日 - 大野郡戸上村・長谷村と新設合併し、改めて犬飼町が発足。
- 2005年（平成17年）3月31日　- 大野郡三重町・清川村・緒方町・朝地町・大野町・千歳村と新設合併し、豊後大野市が発足。同日犬飼町廃止。

## 教育

### 小学校
- 犬飼町立犬飼小学校
- 犬飼町立長谷小学校

### 中学校
- 犬飼町立犬飼中学校

## 交通

### 鉄道
- 九州旅客鉄道（JR九州）
  - 豊肥本線：犬飼駅

### 道路

#### 一般国道
- 国道10号
- 国道57号
- 国道326号

#### 県道
一般県道
- 大分県道631号中判田犬飼線
- 大分県道632号中土師犬飼線
- 大分県道637号吉野原犬飼線
- 大分県道668号山内新殿線

## 名所・旧跡・観光スポット・祭事・催事
- 犬飼石仏 - 国の史跡
- リバーパーク犬飼
- 三ノ岳なかよしパーク
- 犬飼天満社
- ドラゴンボート

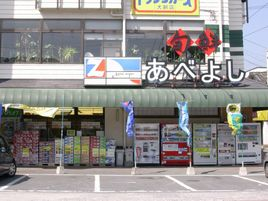
営業中のあべよしストアー、駐車場からの概観。

- あべよしストア - 全日食チェーン加盟のスーパー、漫画『デトロイト・メタル・シティ』で言及されている
- どんこ釣り大会 - 毎年5月5日に開かれる、大野川にてドンコ釣りなどの催しを行う、一般参加型の大会
- 大野川フェスティバル - 夏に開催される花火大会
- 小さな花火大会 - 月初めの土曜日、19時から開催される小規模な花火大会。